# Antagonista dell'ormone di rilascio delle gonadotropine
Gli antagonisti dell'ormone di rilascio delle gonadotropine (ad esempio degarelix e abarelix), sono peptidi sintetici che competono con il GnRH (dall'inglese Gonadotropin Releasing Hormone, ovvero ormone liberante gonadotropine) per il suo recettore, diminuendo o annullandone del tutto l'azione del neurormone. Il risultato di ciò il rilascio endogeno, da parte della parte anteriore ipofisi, degli ormoni luteinizzante (o LH) e follicolo-stimolante (o FSH) viene inibito.
Gli antagonisti del GnHR sono altresì derivati del decapeptide naturale GnRH con multiple sostituzioni aminoacidiche che modificano l'azione della molecola conferendole le proprietà di bloccare il recettore e la secrezione delle gonadotropine (LH ed FSH appunto) nel giro di poche ore.
Contrariamente agli agonisti del GnRH, gli antagonisti raggiungono il loro effetto terapeutico in tempi molto rapidi; tuttavia la loro azione ha una breve emivita ed è pertanto necessario praticare iniezioni giornaliere per mantenere l'effetto. Dopo circa 40 ore dalla cessazione della somministrazione degli antagonisti del GnHR, l'attività endogena di Lh e FSH ritorna a manifestarsi anche se, bisogna attendere più a lungo affinché si raggiunga la piena funzionalità ipofisaria.
L'applicazione principale di tali sostanze è attualmente l'uso a breve termine nella prevenzione dell'ovulazione endogena in pazienti sotto stimolazione esogena con FSH in preparazione della fecondazione in vitro. La somministrazione avviene nella fase follicolare intermedia o tardiva mediante cicli stimolati prima della somministrazione di gonadotropina corionica.